# Varese Calcio Società Sportiva Dilettantistica
La Società Sportiva Dilettantistica Varese Calcio fue un club de fútbol de la ciudad italiana de Varese, en la región de Lombardía. Fue fundado en 1910 y refundado varias veces, hasta su última quiebra en 2019.
A lo largo de su historia, ha disputado siete temporadas en la máxima categoría del fútbol italiano, la Serie A, obteniendo su mejor clasificación en la temporada 1967/68 quedando en séptimo lugar. Llegó a disputar la final de la Copa Italia 1969/70. El club disputaba sus partidos como local en el Stadio Franco Ossola.

## Historia
El club fue fundado el 22 de marzo de 1910 como Varese Football Club. En 1964 el club asciende por primera vez en su historia a la Serie A, la máxima categoría del fútbol italiano. En la temporada 1967/68 el Varese logra quedar séptimo en la tabla, su mejor clasificación hasta ahora. Entre los jugadores que han vestido la camiseta rojiblanca se encuentran entre otros: Franco Ossola, Pietro Anastasi, Roberto Bettega, Claudio Gentile, Giovanni Trapattoni, Giampiero Marini y Antonio Di Natale.

## Uniforme
- Uniforme titular: Camiseta roja, pantalón blanco y medias rojas.
- Uniforme alternativo: Camiseta blanca, pantalón rojo y medias blancas.

## Datos del club
- Temporadas en la Serie A: 7
- Temporadas en la Serie B: 23
- Temporadas en la Serie C: 45
- Temporadas en la Serie D: 7
- Otras categorías: 11

## Palmarés

### Torneos nacionales
- Serie B (3): 1963-64, 1969-70, 1973-74.
- Serie C (3): 1942-43, 1962-63, 1979-80.
- Serie C2 (3): 1989-90, 1997-99, 2008-09.
- Copa Italia Lega Pro (1): 1994-95.